# Brassica oleracea var. gemmifera
Las llamadas coles de Bruselas o repollos de Bruselas (Brassica oleracea var. gemmifera) son un tipo de cultivo invernal de coles. Son característicos las yemas comestibles axilares de pequeño diámetro (generalmente de 2,5-4 cm de diámetro) que se asemejan a diminutas coles. El nombre común, de Bruselas, se debe a su prominente lugar originario de cultivo. Es conocida por su alto contenido en Vitamina A y C y ácido fólico.

## Características
Son gemas o yemas, técnicamente pequeños clones de la planta madre, que brotan en el tallo de esta, sobre las axilas de las hojas. 
Se recolectan cuando tienen una textura firme y un color verde intenso (existen variedades con colores rojo y/o morado). El borde de las hojas que cubre el núcleo central puede tener color ligeramente amarillento. El sabor es generalmente algo dulzón pero, a veces, con un fondo ligeramente amargo (debido a trazas de glucosinolato: sinigrina y progoitrina).

## Historia
Esta planta es relativamente reciente, ya aparecen descripciones de la misma a inicios del siglo XIX (aproximadamente en 1821) en las cercanías de Bruselas, el nombre vulgar era "Choux de Bruxelles".

## Usos

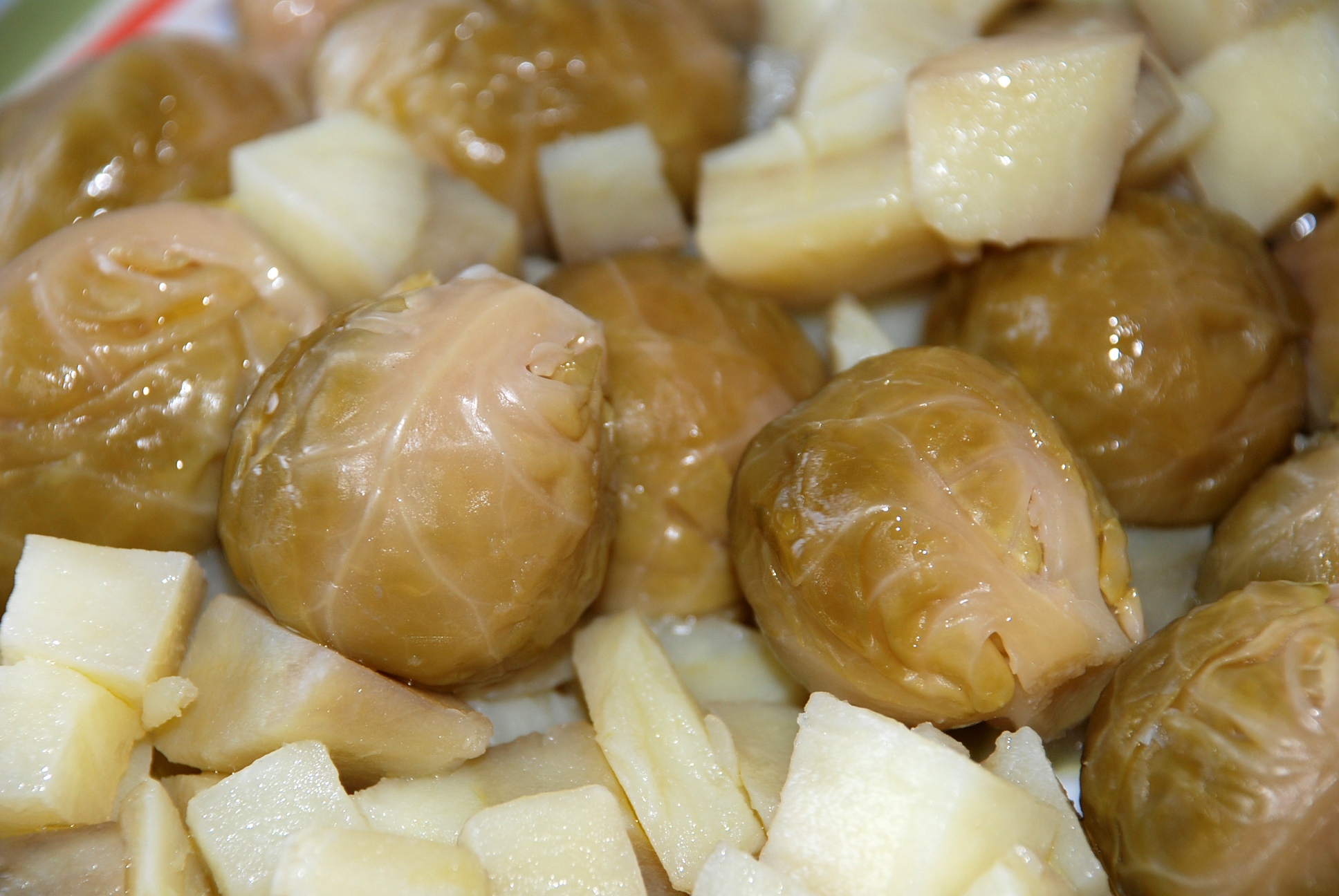
Plato a base de coles de bruselas.

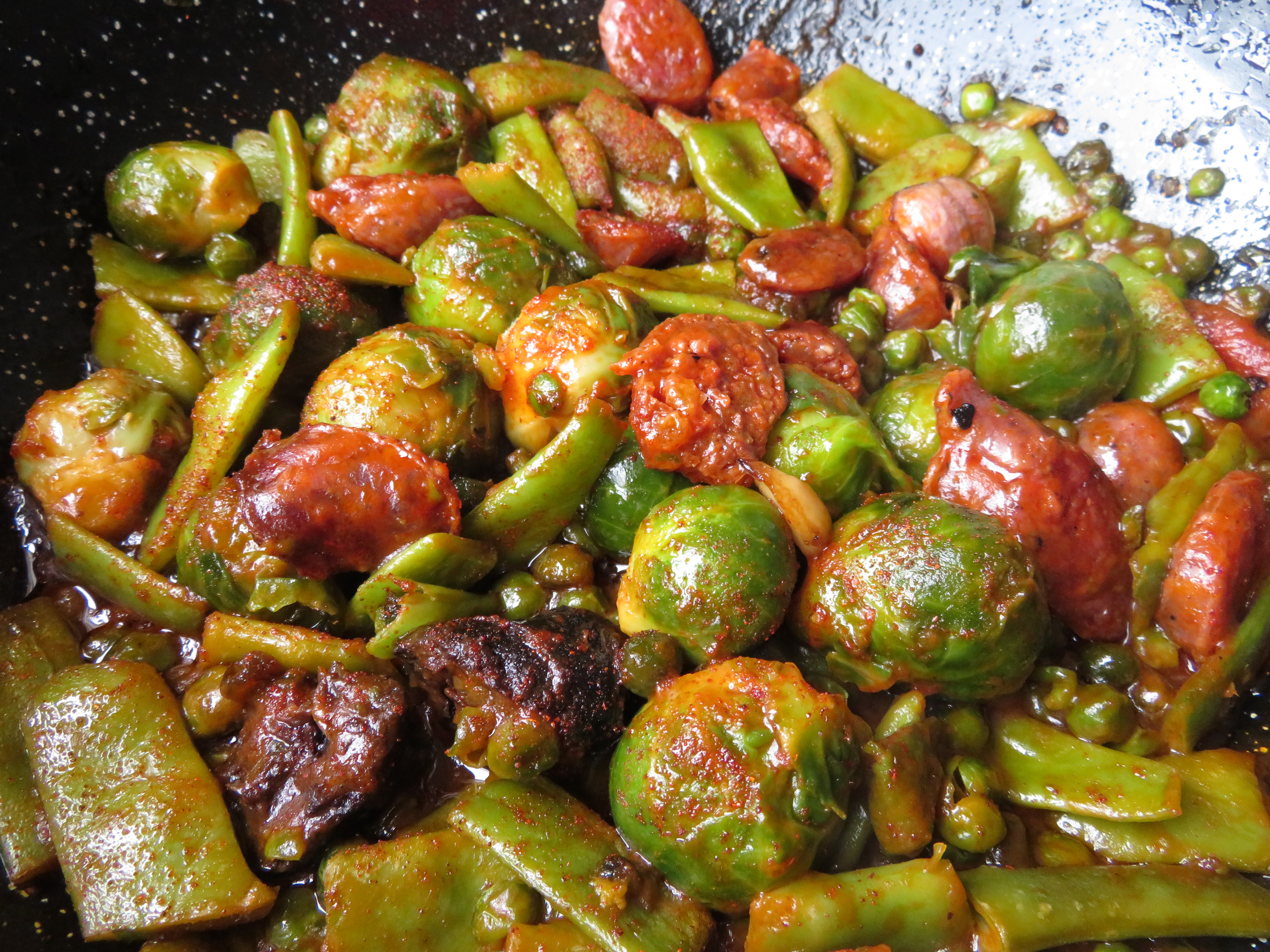
Guiso con coles de Bruselas

Aparece frecuentemente asociada en Europa a platos invernales, como casi todas las coles. Suele prepararse hervida en agua y acompañada, debido en parte a su ligero sabor dulce, de carnes, ahumadas, embutidos, etc. Algunas variedades tienen un ligero sabor amargo. La forma en que se deben cocinar las coles de Bruselas ha sido origen de un acalorado debate, ya que existen muchas recetas caseras que evitan el olor desagradable y que al mismo tiempo ayudan a mantener el aroma a dulzón a nueces, una de las opciones es la técnica de cocina conocida como Stir frying. Muchos cocineros consideran que la col tiene sus máximas propiedades aromáticas y organolépticas a finales del invierno, cuando los brotes han sido expuestos a las heladas invernales.
El método más usual para preparar las coles de Bruselas es primero hacer un par de incisiones con un cuchillo en forma de cruz en la base del pedúnculo y posteriormente eliminar, o pelar, las hojas superficiales (a veces algo descoloridas) que quedan sueltas debido a estas incisiones. Existe la creencia popular de que son cortadas con este corte cruzado en su base para que lleguen a cocer antes, otros cocineros dicen, por el contrario, que así se deja repartir el aroma de la col por toda la col durante el cocinado.
Suele ser un acompañamiento ideal de diferentes tipos de carne, en algunas ocasiones ahumados, como por ejemplo: pequeños tacos de jamón, salchichas, etc.

## Contenido nutritivo
La planta contiene múltiples cantidades de vitaminas y sales minerales, como por ejemplo vitamina C, vitamina B-Compleja, betacaroteno, ácido fólico y calcio, potasio así como hierro, suelen ser incluidas en las dietas con alto contenido de sales minerales y fibra.

## Galería

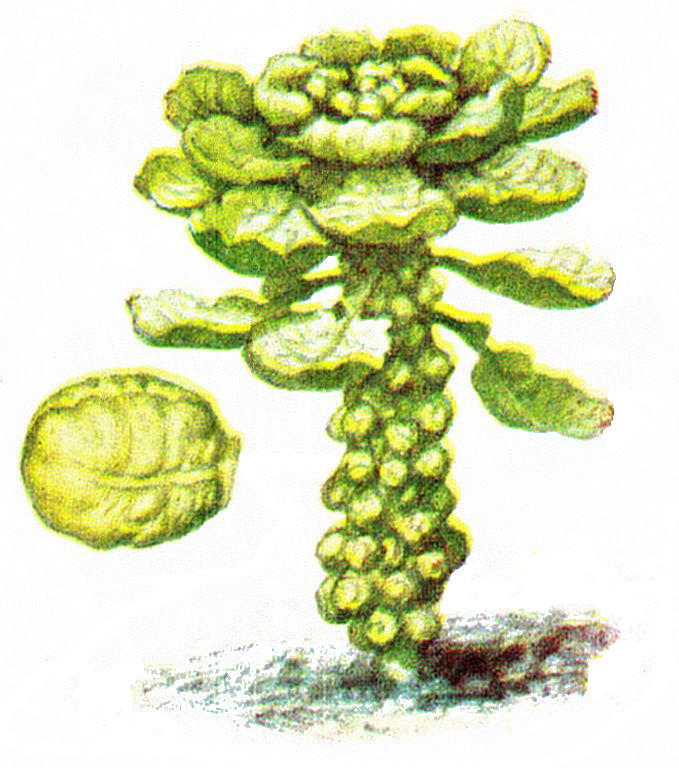
Ilustración
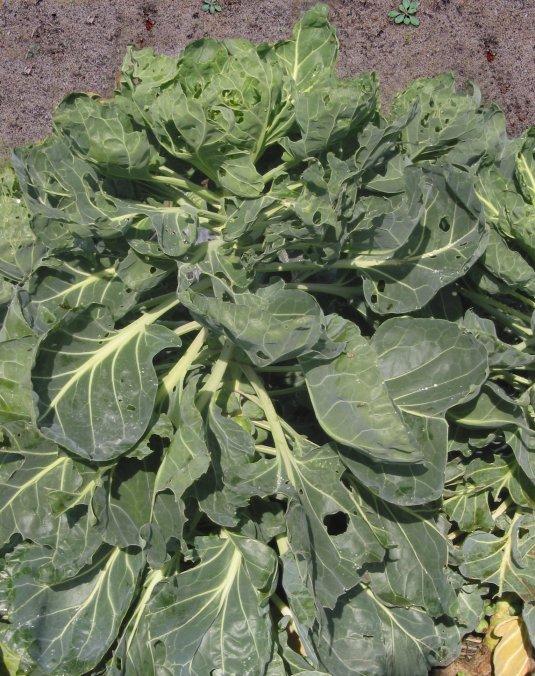
La planta al completo
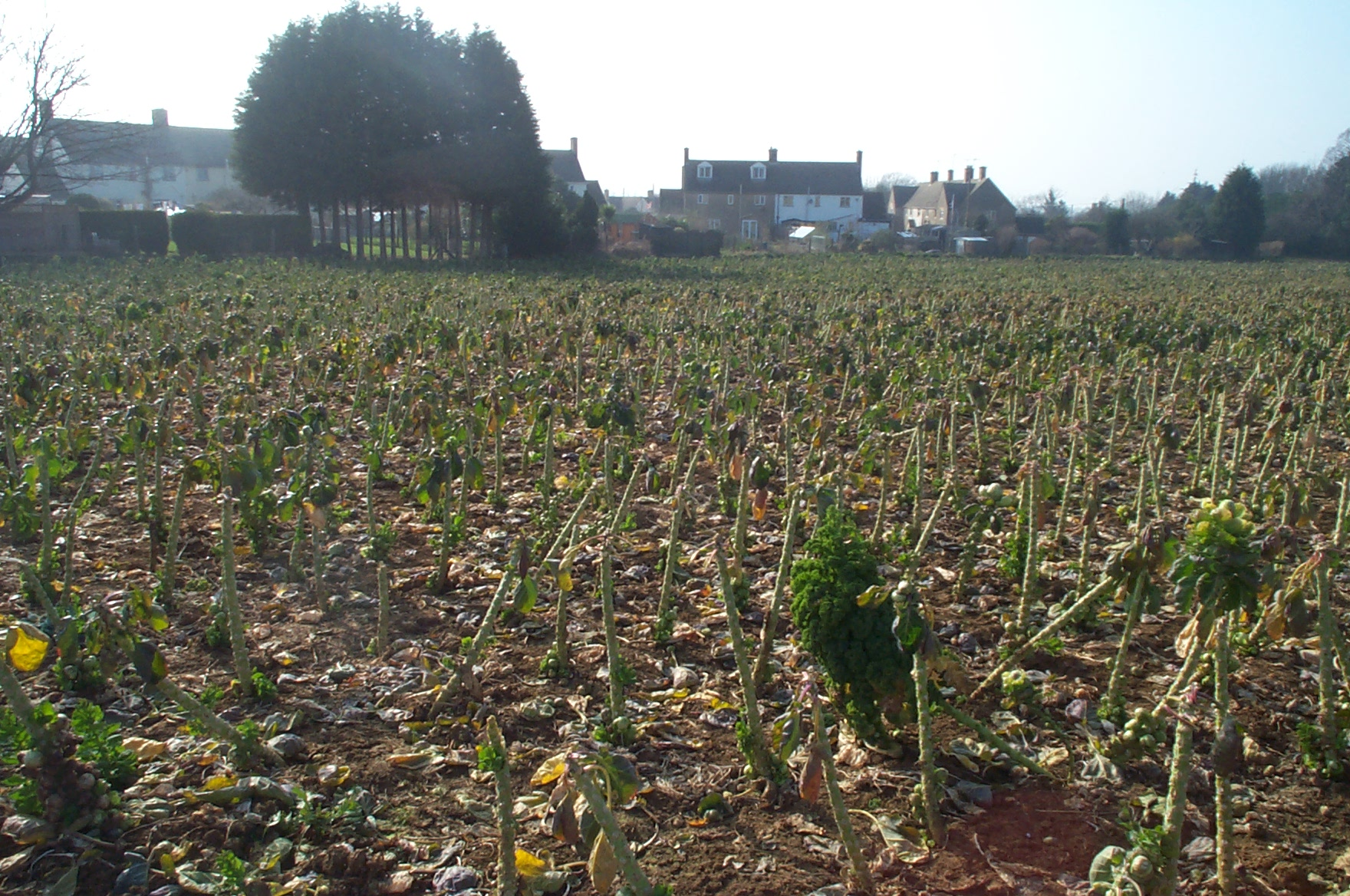
Col de Bruselas en cultivo